# بداهه (موسیقی)
بداهه‌نوازی عمل نواختن درجا، اتفاقی و ناگهانی یک قطعه موسیقی بدون تنظیم قبلی است.

## بداهه‌نوازی در موسیقی ایرانی
اجرای موسیقی ایرانی به‌ویژه در تک‌نوازی و آواز معمولاً همراه با بداهه‌نوازی و بداهه‌خوانی است. اگر نوازنده یا خواننده از اجرای ردیف و نغمه‌های معروف جدا شود و در مایه‌ای که مناسب سیر آهنگ است قطعه‌ای بنوازد یا بخواند، بداهه‌نوازی یا بداهه‌خوانی کرده‌است. به‌ویژه از آنجا که موسیقی سنتی ایران به صورت خواندن از روی نت (موسیقی) اجرا نمی‌شود، معمولاً مستلزم بداهه‌نوازی است.
بداهه نوازی از نوع خاص تربیت موزیسین‌های ایرانی که مبنی بر حفظ قطعات و نه اجرای یکبارهٔ آن‌ها از روی نت است ناشی می‌شود. بداهه نواز، باید به تعداد کافی نغمه، جمله و ریتم در ذهن داشته باشد تا بتواند با استفاده از این جملات و به کمک خلاقیت و ذوق شخصی خویش به تصنیف هم‌زمان با اجرا بپردازد. بداهه نوازی یکی از نقاط قوت موزیسین‌های ایرانی محسوب می‌شود و در آثار برخی از موسیقیدان‌های ایرانی فراوان دیده می‌شود.
لازم است ذکر شود که در هنر بداهه نوازی محیط و حال و هوای نوازنده نقش بسزایی دارد. درهنگام بداهه نوازی فرد نوازنده باید در آرامش باشد؛ و برای بداهه نوازی باید محیط پیرامون بداهه نواز آرام و به‌دور از هیاهو و اضطراب باشد.

## بداهه‌نوازی در موسیقی کلاسیک
لئونارد برنشتین آهنگساز آمریکایی، موسیقی کلاسیک را «موسیقی دقیق» تعریف می‌کند چون در این موسیقی نوازنده باید دقیقاً همان نت‌هایی را که آهنگساز نوشته اجرا کند. پس به نظر می‌رسد که بداهه‌نوازی در موسیقی کلاسیک جایی ندارد؛ ولی در گذشته چنین نبود و گاه نوازنده‌ها می‌توانستند درمیان اجرای یک قطعه، هنری هم از خود بنمایند. موتزارت و بتهوون از این نظر مشهور بودند که می‌توانند پشت پیانو بنشینند و قطعه‌ای را بدون تنظیم قبلی درجا تصنیف کنند و بنوازند. بخش کادانس در کنسرتوها هم در واقع برای فراهم کردن امکان بداهه‌نوازی نوازنده‌هاست، اگرچه بیشتر ترجیح می‌دهند کادانس‌های مشهور را بنوازند.
زیگموند اسپات در کتاب «چگونه از موسیقی لذت ببریم»، بداهه‌نوازی را این‌گونه تعریف کرده: «هرگاه قطعه‌ای موسیقی فی‌البداهه از نظر جمله‌بندی، هارمونی، فرم و صحت – همسنگ قطعه‌ای باشد که با فراغت و تمرکز فکر، تصنیف شده و بر روی کاغذ نت آمده باشد – کار نوازنده را بداهه‌نوازی گویند.» بنابراین تعریف، بداهه‌نوازی یک امر عادی نیست و نوازنده‌ای که به بداهه می‌پردازد، باید به درک قابل توجهی از موسیقی رسیده باشد که بتواند به‌طور خودجوش و غیرمنتظره موسیقی را خلق کند.

## بداهه‌نوازی در جاز
بداهه‌نوازی از ملزومات سبک جاز و بلوز است. قطعه جاز بدون بداهه‌نوازی جاز نیست. از دوران بی‌باپ به بعد فرم قطعات جاز خیلی شبیه به فرم سونات در موسیقی کلاسیک شده‌است، بدین معنی که هر قطعه از چند بخش اصلی تشکیل می‌شود: گشایش، نغمه اصلی، بداهه‌نوازی، بازگشت به نغمه اصلی و احتمالاً یک بخش اوج گیرنده پایانی.
با گشایش حال و هوای قطعه معلوم می‌شود. در نغمه اصلی معمولاً یک آهنگ معروف و دلنشین، معمولاً از نغمه‌های استاندارد جاز، اجرا می‌شود. سپس نوبت به بداهه‌نوازی می‌رسد. در این بخش چند تن از تکنوازان به نوبت قطعه اصلی را متحول می‌کنند و بسته به ذوق و حال و توانائی خود چیزی می‌نوازند. در جریان تکنوازی آنان قسمت ریتم (معمولاً کنترباس و سازهای ضربه‌ای) ریتم را نگه می‌دارند، یا بسته به حالی که بداهه‌نوازی پیدا می‌کند، تغییراتی در ضرب می‌دهند. سپس تمام گروه به نغمه اصلی بازمی‌گردند و در آخر با یک بخش پایانی، معمولاً به حالت کودا (بخش پایانی)، قطعه به پایان می‌رسد. البته همه قطعات این ترتیب را ندارند و بسیاری از نوازندگان به صورت‌های دیگری هم قطعات را اجرا می‌کنند ولی این ترتیب که گفته شد بسیار رایج است.
هنر اصلی نوازندگان جاز در بخش بداهه‌نوازی تجلی می‌کند. خلاقیت آنان در متحول کردن نغمه اصلی و ضرب، چیره‌دستی آنان در نواختن ساز، و عمق آشنائی آنان به موسیقی و نغمه‌های گوناگون (که معمولاً به صورت تلمیح یا اشاره به نغمه‌های معروف نشان داده می‌شود) در همین بخش بداهه‌نوازی معلوم می‌شود.
خوانندگان جاز برای بداهه‌خوانی از کاری به نام صداخوانی (scat) استفاده می‌کنند. در این تکنیک خواننده به‌جای خواندن متن ترانه صداهایی (بی‌معنی) که گاه شبیه به کلمات می‌شود اجرا می‌کند.
بداهه‌نوازی یا بداهه‌خوانی همچنین محمل مناسبی برای ابراز احساسات نوازنده یا خواننده‌است. اگر بداهه‌نوازی در قطعه نباشد نوازنده فقط به اجرای نغمه اصلی می‌پردازد و هرچه هم که از تکنیک‌های تغییر در ضرب و سوینگ (سبک جاز) و سایر روش‌های رایج در جاز استفاده کند، باز کارش جاز به معنای واقعی نخواهد بود.